# Diekirch
Diekirch (luxemburguès Dikrech, alemany Diekirch) és una comuna i vila al nord-est de Luxemburg, que forma part del cantó de Diekirch. Limita amb els municipis de Bettendorf a l'est, Ermsdorf al sud, Erpeldange a l'oest i Tandel al nord.

## Població
| Nacionalitat   | Població | %      |
| -------------- | -------- | ------ |
| luxemburguesos | 3.853    | 63,50% |
| Forasters      | 2.215    | 36,50% |
| - portuguesos  | 1.418    | 23,37% |
| - francesos    | 117      | 1,93%  |
| - italians     | 176      | 2,90%  |
| - belgues      | 70       | 1,15%  |
| - alemanys     | 94       | 1,55%  |
| - Iugoslàvia   | 128      | 2,11%  |
| - altres       | 212      | 3,49%  |

## Evolució demogràfica
| Any        | Població |
| ---------- | -------- |
| 15/02/2001 | 6.068    |
| 01/01/2002 | 6.167    |
| 01/01/2003 | 6.252    |
| 01/01/2004 | 6.241    |
| 01/01/2005 | 6.165    |

## Ciutats agermanades
- Arlon, Bèlgica
- Liberty, Missouri, Estats Units d'Amèrica
- Monthey, Suïssa
- Hayange, França
- Bitburg, Alemanya

## Galeria d'imatges

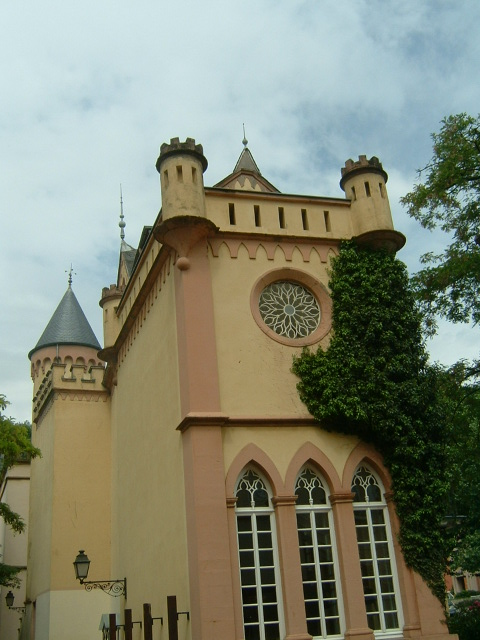
Castell de Wirtgen (avui conservatori de música)